# ترکمن، گلپازاری
ترکمن، گلپازاری (به لاتین: Türkmen, Gölpazarı) یک منطقهٔ مسکونی در ترکیه است که در گلپازاری واقع شده‌است.

## خصوصیات
ترکمن ۱۶۳ نفر جمعیت دارد.